# Hóquei sobre patins nos Jogos Mundiais de 2013
As competições do hóquei sobre patins nos Jogos Mundiais de 2013 ocorreram entre 26 e 30 de julho. O torneio foi disputado apenas por homens.

## 1a Fase: Fase de Grupos

### Grupo A
| 25 de julho    |       |         |          |      |
|                |       |         |          |      |
| Estados Unidos | 3 - 0 | (0 - 0) | Colômbia | info |
| Suíça          | 0 - 0 |         | Itália   | info |

| 26 de julho    |       |         |          |      |
|                |       |         |          |      |
| Estados Unidos | 7 - 6 | (3 - 3) | Suíça    | info |
| Itália         | 1 - 0 | (0 - 0) | Colômbia | info |

| 27 de julho    |       |         |          |      |
|                |       |         |          |      |
| Estados Unidos | 3 - 2 | (3 - 1) | Itália   | info |
| Suíça          | 3 - 4 | (2 - 2) | Colômbia | info |

| Posição | País           | J | V | E | D | Tentos a Favor | Tentos Contra | Saldo | Pontuação |
| ------- | -------------- | - | - | - | - | -------------- | ------------- | ----- | --------- |
| 1.      | Estados Unidos | 3 | 3 | 0 | 0 | 13             | 8             | +5    | 6         |
| 2.      | Itália         | 3 | 1 | 1 | 1 | 3              | 3             | +0    | 3         |
| 3.      | Colômbia       | 3 | 1 | 0 | 2 | 4              | 7             | −3    | 2         |
| 4.      | Suíça          | 3 | 0 | 1 | 2 | 9              | 11            | −2    | 1         |

### Grupo B
| 25 de julho |        |         |         |      |
|             |        |         |         |      |
| Canadá      | 12 - 1 | (5 - 0) | Letônia | info |
| Chéquia     | 1 - 1  | (0 - 0) | França  | info |

| 26 de julho |        |         |         |      |
|             |        |         |         |      |
| Chéquia     | 11 - 0 | (6 - 0) | Letônia | info |
| Canadá      | 3 - 1  | (2 - 0) | França  | info |

| 27 de julho |       |         |         |      |
|             |       |         |         |      |
| França      | 4 - 4 | (2 - 3) | Letônia | info |
| Chéquia     | 3 - 3 | (0 - 2) | Canadá  | info |

| Posição | País    | J | V | E | D | Tentos a Favor | Tentos Contra | Saldo | Pontuação |
| ------- | ------- | - | - | - | - | -------------- | ------------- | ----- | --------- |
| 1.      | Canadá  | 3 | 2 | 1 | 0 | 18             | 5             | +13   | 5         |
| 2.      | Chéquia | 3 | 1 | 2 | 0 | 15             | 4             | +11   | 4         |
| 3.      | França  | 3 | 0 | 2 | 1 | 6              | 8             | −2    | 2         |
| 4.      | Letônia | 3 | 0 | 1 | 2 | 5              | 27            | −22   | 1         |

## 2a Fase - Play-offs

### Quartas-de-finais
| 28 de julho    |       |         |          |      |
|                |       |         |          |      |
| Itália         | 6 - 5 | (4 - 1) | França   | info |
| Canadá         | 5 - 2 | (4 - 1) | Suíça    | info |
| Chéquia        | 9 - 1 | (4 - 0) | Colômbia | info |
| Estados Unidos | 7 - 1 | (4 - 0) | Letônia  | info |

#### Disputa de 5o a 8o
| 29 de julho |       |         |         |      |
|             |       |         |         |      |
| França      | 2 - 3 | (1 - 1) | Suíça   | info |
| Colômbia    | 0 - 2 | (0 - 1) | Letônia | info |

#### Disputa pelo 7o Lugar
| 30 de julho |        |         |          |      |
|             |        |         |          |      |
| França      | 11 - 2 | (6 - 2) | Colômbia | info |

#### Disputa pelo 5o Lugar
| 30 de julho |       |         |         |      |
|             |       |         |         |      |
| Suíça       | 5 - 0 | (0 - 0) | Letônia | info |

### Semi-finais
| 29 de julho    |       |         |         |      |
|                |       |         |         |      |
| Canadá         | 1 - 4 | (0 - 2) | Itália  | info |
| Estados Unidos | 3 - 1 | (2 - 0) | Chéquia | info |

#### Disputa pelo 3o Lugar
| 30 de julho |       |         |         |      |
|             |       |         |         |      |
| Canadá      | 1 - 3 | (0 - 2) | Chéquia | info |

### Final
| 30 de julho    |       |         |        |      |
|                |       |         |        |      |
| Estados Unidos | 3 - 2 | (3 - 1) | Itália | info |

## Classificação Final
| Posição | País           |
| ------- | -------------- |
|         | Estados Unidos |
|         | Itália         |
|         | Chéquia        |
| 4.      | Canadá         |
| 5.      | Suíça          |
| 6.      | Letônia        |
| 7.      | França         |
| 8.      | Colômbia       |